# Clinton (ligne bleue du métro de Chicago)
Pour les articles homonymes, voir Clinton.
Ne doit pas être confondu avec Clinton (lignes rose et verte du métro de Chicago).
Clinton est une station souterraine du métro de Chicago sur la ligne bleue. Elle se trouve dans le secteur de Near West Side, juste à l'ouest du Loop.

## Description
Elle fait partie de la dernière portion du Milwaukee-Dearborn Subway ouverte en 1958 et qui permit la connexion à la Congress Branch située au milieu à la médiane de l’autoroute Congress (renommée depuis autoroute Eisenhower) ouverte en même temps. 
Même si Clinton a ouvert sept ans après LaSalle, elle possède exactement la même configuration, ses bouches du métro sont situées sous le viaduc autoroutier et elle se trouve à deux blocks au sud d’Union Station et à un bloc au nord du terminal de bus de Greyhound de Chicago. 
La rue et la station sont ainsi nommées en la mémoire de l’ancien gouverneur de l’État de New York, DeWitt Clinton (1769-1828) qui a joué un rôle important dans la construction du canal Érié et l’établissement de Chicago en tant que port maritime majeur.

## Les correspondances avec lebus
Avec les bus de la Chicago Transit Authority :
- #7 Harrison
- #11 Lincoln/Sedgwick
- #38 Ogden/Taylor
- #60 Blue Island-26th (Owl Service)
- #192 University of Chicago Hospitals Express

## Dessertes
| Nord/Ouest                   |  |             |  | Sud/Est             |
| ---------------------------- |  | ----------- |  | ------------------- |
| UIC-Halsted vers Forest Park |  | ligne bleue |  | LaSalle vers O'Hare |
| modifier sur Wikidata        |  |             |  |                     |